# Violetta Jrapina
Violetta Vladímirovna Jrapina (en ruso: Виолетта Владимировна Храпина; Novokúibyshevsk, 18 de marzo de 1994) es una deportista rusa que compite en esgrima, especialista en la modalidad de espada. Está casada con el esgrimidor Serguéi Bida.
Ganó una medalla de plata en el Campeonato Mundial de Esgrima de 2019 y una medalla de plata en el Campeonato Europeo de Esgrima de 2019, ambas en la prueba por equipos.
Participó en los Juegos Olímpicos de Tokio 2020, ocupando el octavo lugar en la prueba por equipos.
Pertenecía al equipo del Ejército ruso, el CSKA. Desertó en 2023 y se exilió con su esposo en los Estados Unidos. Como consecuencia, el Ministerio del Interior de Rusia incluyó a ambos deportistas en su lista de busca y captura.

## Palmarés internacional
| Campeonato Mundial | Campeonato Mundial    | Campeonato Mundial | Campeonato Mundial |
| Año                | Lugar                 | Medalla            | Prueba             |
| ------------------ | --------------------- | ------------------ | ------------------ |
| 2019               | Budapest (Hungría)    | Medalla de plata   | Espada por equipos |
| Campeonato Europeo |                       |                    |                    |
| Año                | Lugar                 | Medalla            | Prueba             |
| 2019               | Düsseldorf (Alemania) | Medalla de plata   | Espada por equipos |